# Clarksville (New Hampshire)
Pour les articles homonymes, voir Clarksville.
Clarksville est une municipalité américaine située dans le comté de Coös au New Hampshire. Selon le recensement de 2010, sa population est de 265 habitants.

## Géographie
La municipalité s'étend sur 62,26 milles carrés (161,25 km2), dont 2,14 milles carrés (5,54 km2) d'étendues d'eau.

## Histoire
Les terres correspondant à Clarksville furent vendues pour financer le Dartmouth College. Elles sont achetées par deux de ses étudiants, Joseph Murdock et Benjamin Clark. Longtemps appelée Dartmouth College Grant, la localité devient une municipalité en 1853. Elle prend le nom de Clarksville en l'honneur de Benjamin Clark.